# 1,8-Naphthylendiamin
1,8-Naphthylendiamin ist eine chemische Verbindung aus der Gruppe der Aminobenzole und Naphthalinderivate.

## Gewinnung und Darstellung
1,8-Naphthylendiamin kann durch Reduktion von 1,8-Dinitronaphthalin gewonnen werden.

## Eigenschaften
1,8-Naphthylendiamin ist ein brennbarer schwer entzündbarer kristalliner dunkelbrauner geruchloser Feststoff, der schwer löslich in Wasser ist.

## Verwendung
1,8-Naphthylendiamin ist ein wichtiger Rohstoff und Zwischenprodukt für organische Synthesen, Pharmazeutika und Agrochemikalien.